# Murray Lilley
Murray Lilley ist ein ehemaliger neuseeländischer Squashspieler.

## Karriere
Murray Lilley wuchs in Taranaki auf und begann im Alter von 19 Jahren ernsthaft Squash zu spielen. Zuvor hatte er hauptsächlich Tennis gespielt.
Er war in den 1970er- und 1980er-Jahren als Squashspieler aktiv. Zusammen mit Bruce Brownlee war er 1977 der erste Spieler Neuseelands, der Squash als Profispieler betrieb. Im selben Jahr wurde er hinter Brownlee auf Rang zwei der nationalen Rangliste geführt und unterlag ihm im Finale der Landesmeisterschaft. Mit der neuseeländischen Nationalmannschaft nahm er 1977 an der Weltmeisterschaft teil und wurde hinter Pakistan Vizeweltmeister. Zwischen 1977 und 1981 stand er dreimal im Hauptfeld der Einzelweltmeisterschaft. Sein bestes Abschneiden war dabei das Erreichen des Achtelfinals 1979. Lilley war etwa zwei Jahre als Profispieler aktiv und erreichte in der Weltrangliste mit Rang 10 seine höchste Platzierung.
Nach seiner aktiven Karriere wurde er, nachdem er 1980 nach Calgary gezogen war, Trainer der kanadischen Nationalmannschaft. Anlässlich der Olympischen Winterspiele 1988 in Calgary gehörte Lilley zu den Anwärtern auf den Platz als Bremser der Bobmannschaft, verpasste den Sprung in die Mannschaft aber knapp. Nach seiner Zeit als Trainer in Kanada eröffnete er in Florida einen Tennisclub und ist heute noch als Tennistrainer aktiv. Er hat einen Sohn.

## Erfolge
- Vizeweltmeister mit der Mannschaft: 1977
- Neuseeländischer Vizemeister: 1977